# État de Sannar
Sannar ou Sinnār (en arabe : سنار, snār, « Sannar ») est un État du Soudan. Il possède une superficie de 37 844 km2 et une population de 1 285 058 habitants en 2008.

## Divisions administratives

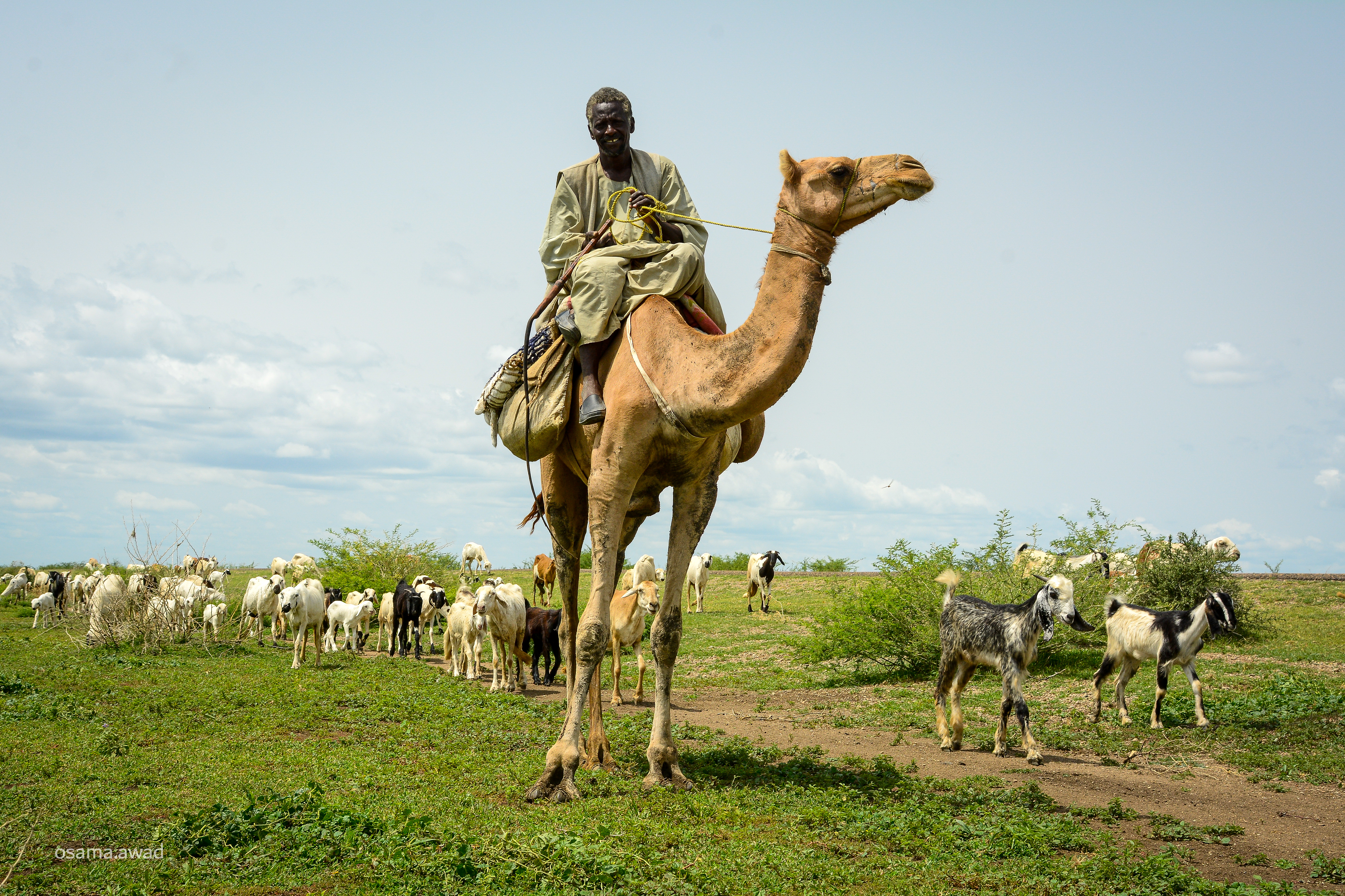
Éleveur sur son dromadaire.

- Abu-Hojar
- Aldali
- Aldindir
- Alsooki
- Shareq Sinnar
- Sinja
- Sinnar